# Šumarina

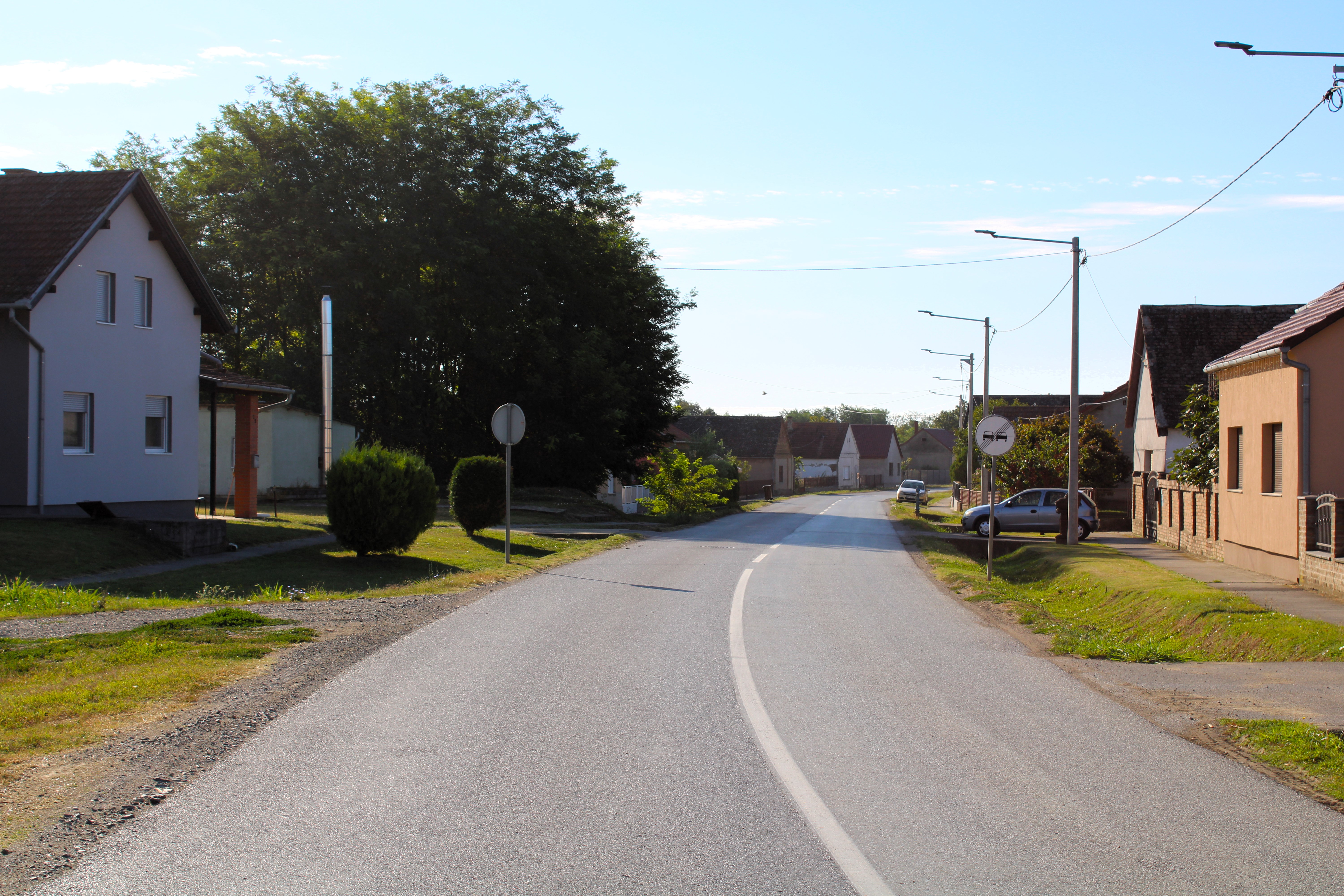
Straßenansicht in Šumarina

Šumarina  (ungarisch Benge) ist ein kroatisches Dorf mit 423 Einwohnern (2021) nahe der kroatisch-ungarischen Grenze und befindet sich in der Gespanschaft Osijek-Baranja. Administrativ gehört es zur Stadt Beli Manastir.

## Geschichte
Archäologische Funde aus dem Jahr 2007 deuten darauf hin, dass Šumarina bereits in der jüngeren Eisenzeit bewohnt war. Auf einem kleinen Hügel in der Nähe des Dorfes fand man mehrere Keramikfragmente, die der Latènekultur zugeordnet werden können. Außerdem fand man während der Ausgrabungen weitere Bruchstücke von Keramik sowie antike Ziegelsteine, die aus dem Mittelalter stammen.
Erste schriftliche Erwähnungen der Siedlung gab es in der Zeit des Osmanischen Ungarn. Im türkischen Steuerbuch von 1591 sind 7 Bewohner eingetragen.
Während des Großen Türkenkrieges im Jahre 1687 wurde die Region von der türkischen Herrschaft wieder befreit.
Nach Ende des Ersten Weltkrieges und bis zum Friedensvertrag von Trianon gehörte die Region zum Komitat Baranya. Kurz darauf, im Jahr 1920, wurde es dem neuen Königreich Jugoslawien zugesprochen. Während des Zweiten Weltkrieges, von 1941 bis 1945, gehörte das Gebiet wieder zu Ungarn. Später folgte dann die Eingliederung in die SFR Jugoslawien. Seit 1991 ist es Bestandteil von Kroatien.

## Bevölkerung
Im Jahr 1857 hatte Šumarina 371 Einwohner und laut der Volkszählung von 1910 lebten 310 Menschen im Dorf. 1991, kurz vor Ausbruch des Kroatienkrieges, waren 59 % der Bevölkerung Kroaten, 17 % Serben, 12 % bezeichneten sich als Jugoslawen, 5 % Ungarn und 2 % Deutsche. 2011 hatte die Siedlung 486 Einwohner.
| Bevölkerungsentwicklung | Bevölkerungsentwicklung | Bevölkerungsentwicklung | Bevölkerungsentwicklung | Bevölkerungsentwicklung | Bevölkerungsentwicklung | Bevölkerungsentwicklung | Bevölkerungsentwicklung | Bevölkerungsentwicklung | Bevölkerungsentwicklung | Bevölkerungsentwicklung | Bevölkerungsentwicklung | Bevölkerungsentwicklung | Bevölkerungsentwicklung | Bevölkerungsentwicklung | Bevölkerungsentwicklung | Bevölkerungsentwicklung |
| ----------------------- | ----------------------- | ----------------------- | ----------------------- | ----------------------- | ----------------------- | ----------------------- | ----------------------- | ----------------------- | ----------------------- | ----------------------- | ----------------------- | ----------------------- | ----------------------- | ----------------------- | ----------------------- | ----------------------- |
| 1857                    | 1869                    | 1880                    | 1890                    | 1900                    | 1910                    | 1921                    | 1931                    | 1948                    | 1953                    | 1961                    | 1971                    | 1981                    | 1991                    | 2001                    | 2011                    | 2021                    |
| 371                     | 355                     | 477                     | 527                     | 322                     | 310                     | 486                     | 538                     | 331                     | 369                     | 413                     | 485                     | 606                     | 655                     | 567                     | 486                     | 423                     |

## Sehenswürdigkeiten
- Der Bau der neuen römisch-katholischen Kirche begann 1984 und wurde im Jahr 2005 nicht ganz abgeschlossen. Es war noch ein 15 Meter hoher Kirchturm geplant, der erst im Jahr 2021 fertiggestellt wurde.

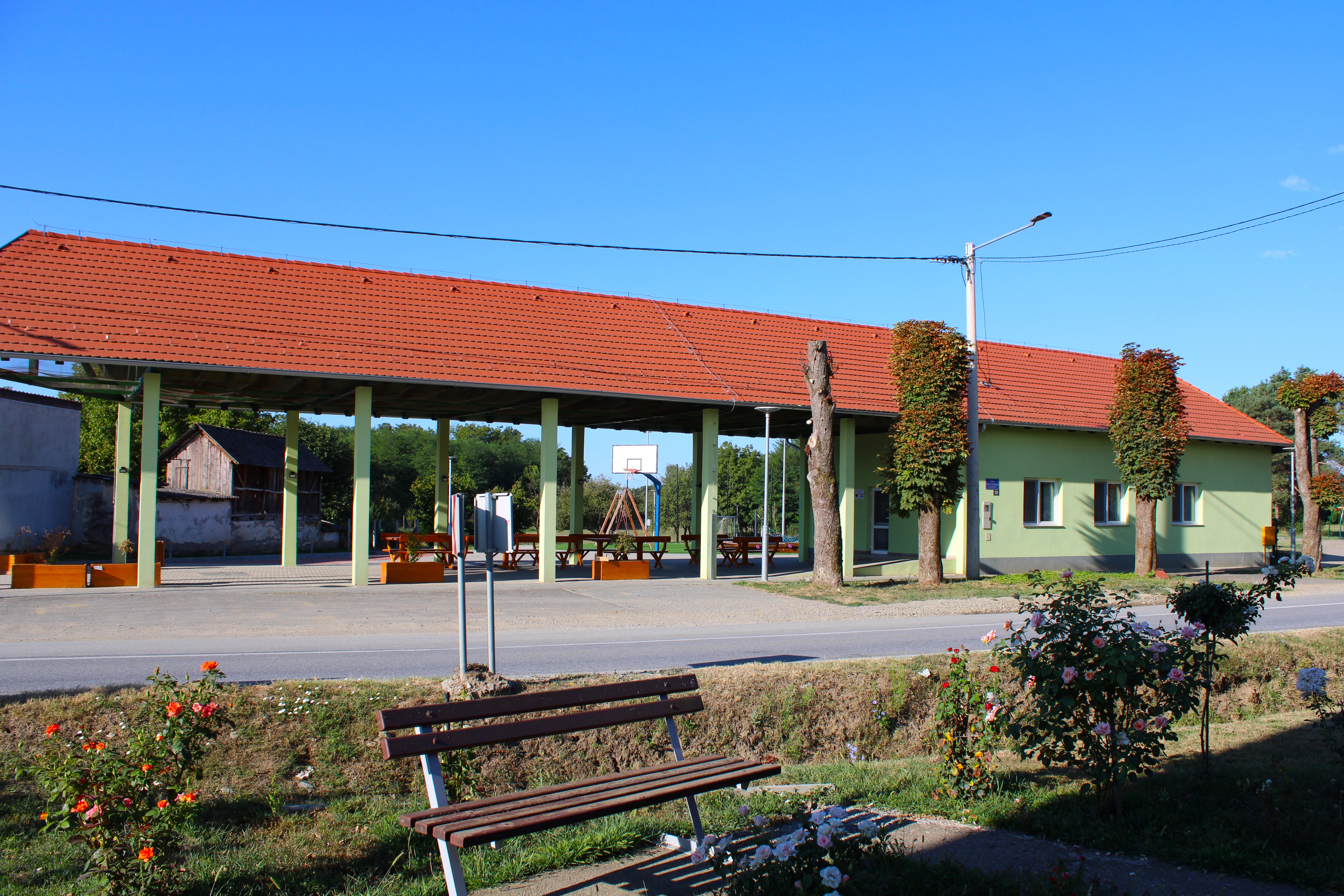
Kulturhaus in Šumarina
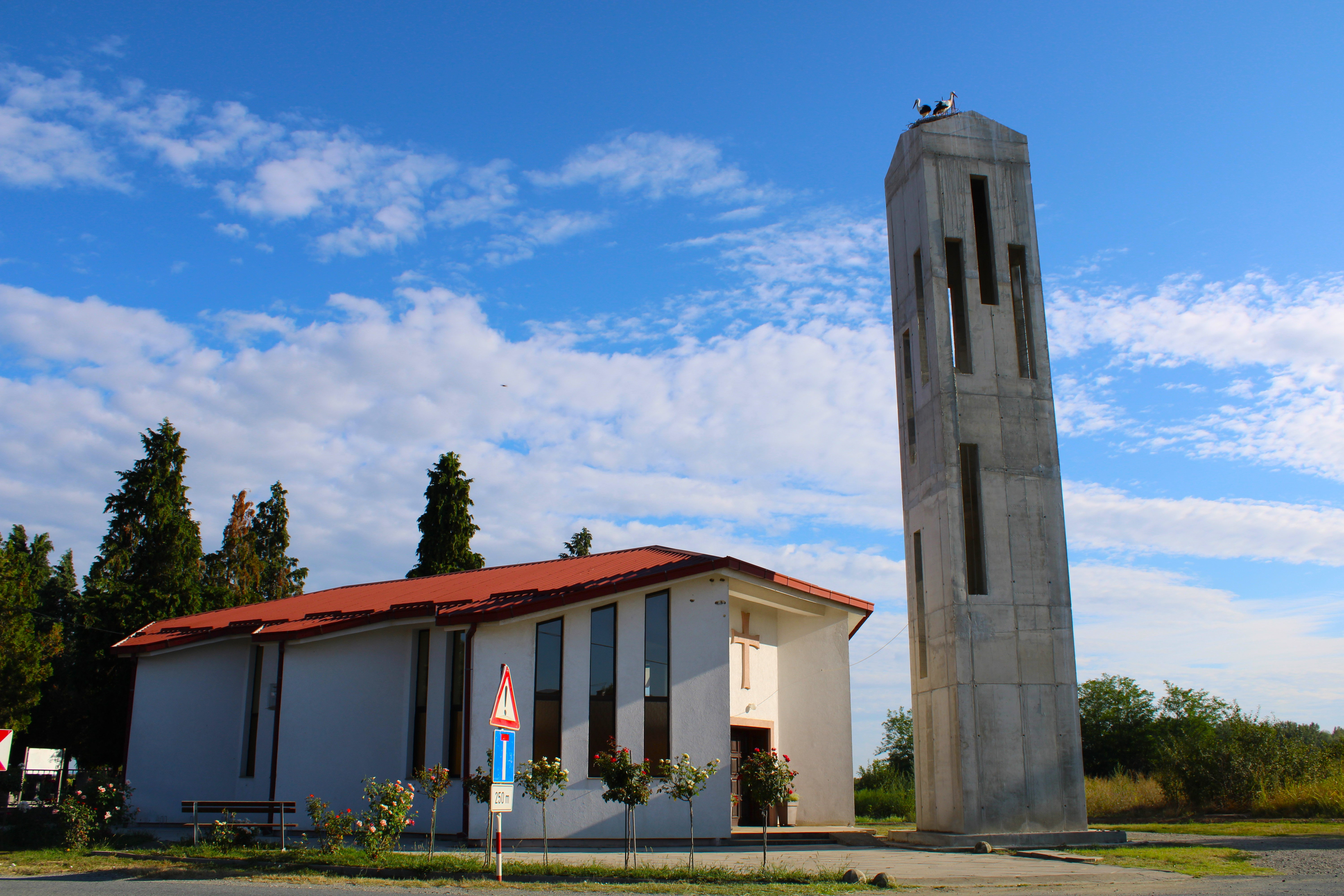
Römisch-katholische Kirche

## Vereine
Im kroatischen Vereinsregister Registar udruga Republike Hrvatske sind 3 Vereine mit Sitz in Šumarina registriert (Stand: VII/2021):
- Verein der Buchhalter und Finanzangestellten „HZ RIF“ Baranja
- Fußballverein „Champion“ Šumarina
- Verein zur Förderung von Multimedia „SBM Multimedia“